# Decline and Fall... of a Birdwatcher
Decline and Fall... of a Birdwatcher és una pel·lícula de comèdia britància del 1968 dirigida per John Krish i protagonitzada per Robin Phillips, Geneviève Page i Donald Wolfit. És una adaptació de la novel·la Decline and Fall d'Evelyn Waugh. La pel·lícula tenia un pressupost de 1.970.000 dòlars estatunidencs.

## Sinopsi
Paul Pennyfeather és un estudiant de la teologia d'Oxford que es troba apartat després que un grup d'estudiants borratxos li prenguessin els pantalons i és acusat d'exhibicionisme. Obligat a buscar feina, busca els serveis d'una agència d'ocupació que li asseguri un lloc en un avorrit internat de nois gal·lès, presidit pel doctor Fagan. El personal de l'escola és un assortiment de personatges excèntrics: Prendergast, antic clergue retirat; el capità Grimes, un filador d'una sola cama amb els ulls posats a la filla de Fagan; i Solomon Philbrick, un criminal amagat que es presenta com a majordom de Fagan.

## Repartiment
- Robin Phillips - Paul Pennyfeather
- Donald Wolfit - Doctor Augustus Fagan
- Geneviève Page - Margot Beste-Chetwynde
- Colin Blakely - Solomon Philbrick
- Felix Aylmer - Judge
- Robert Harris - Prendergast
- Leo McKern - Captain Grimes
- Patrick Magee - Maniac
- Donald Sinden - governador de la presó
- Griffith Jones - Sir Humphrey Maltravers
- Paul Rogers - Chief Warder
- Rodney Bewes - Arthur Potts
- Patience Collier - Flossie Fagan
- Kenneth Griffith - Mr Church
- Joan Sterndale-Bennett - Lady Circumference

## Recaptació
Segons els registres de Fox, la pel·lícula necessitava 3.100.000 dòlars en vendes per arrencar i, l'11 de desembre de 1970 havia aconseguit 1.475.000 dòlars, per la qual cosa va ser una pèrdua pels estudis. Fou exhibida com a part de la selecció oficial del Festival Internacional de Cinema de Sant Sebastià 1968, on fou mal acollida per la crítica.